# Транспорт в Приднестровской Молдавской Республике

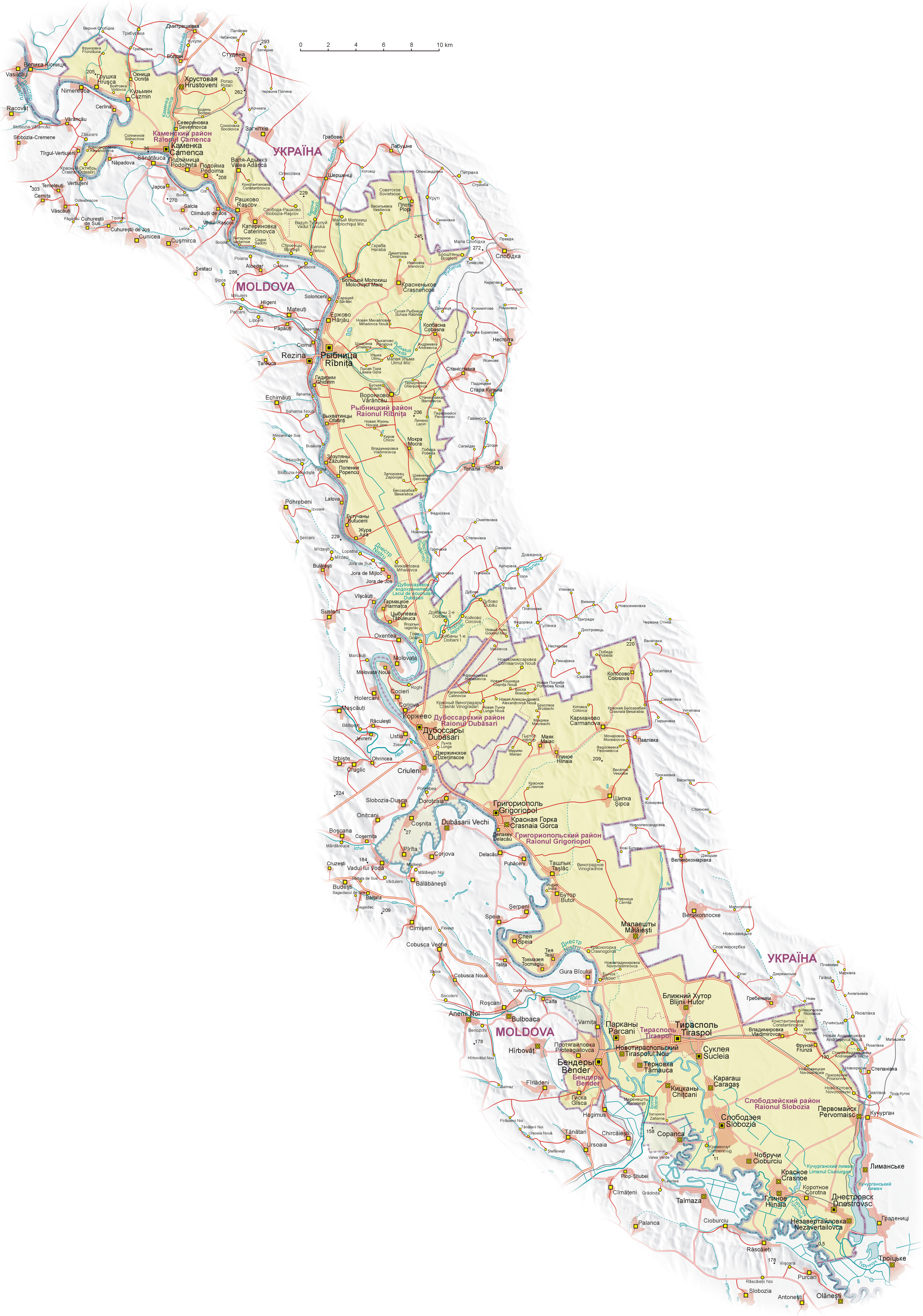
Карта Приднестровья

Транспорт Приднестровья, непризнанного государства на востоке Молдавии, включает в себя железнодорожный, автомобильный (в том числе общественный), трубопроводный и другие виды. Столица Приднестровья — Тирасполь — является крупным транспортным узлом, так как стоит на пересечении магистральных автодорог Тирасполь — Каменка и Кишинёв — Одесса и железной дороги Одесса — Кишинёв.

## Наземный транспорт
С юга на север вдоль реки Днестр территорию непризнанной Приднестровской Молдавской Республики пронизывает важнейшая транспортная ось ПМР — автомобильная трасса от Днестровска до Каменки. Каждый регион ПМР имеет свой транспортный код:

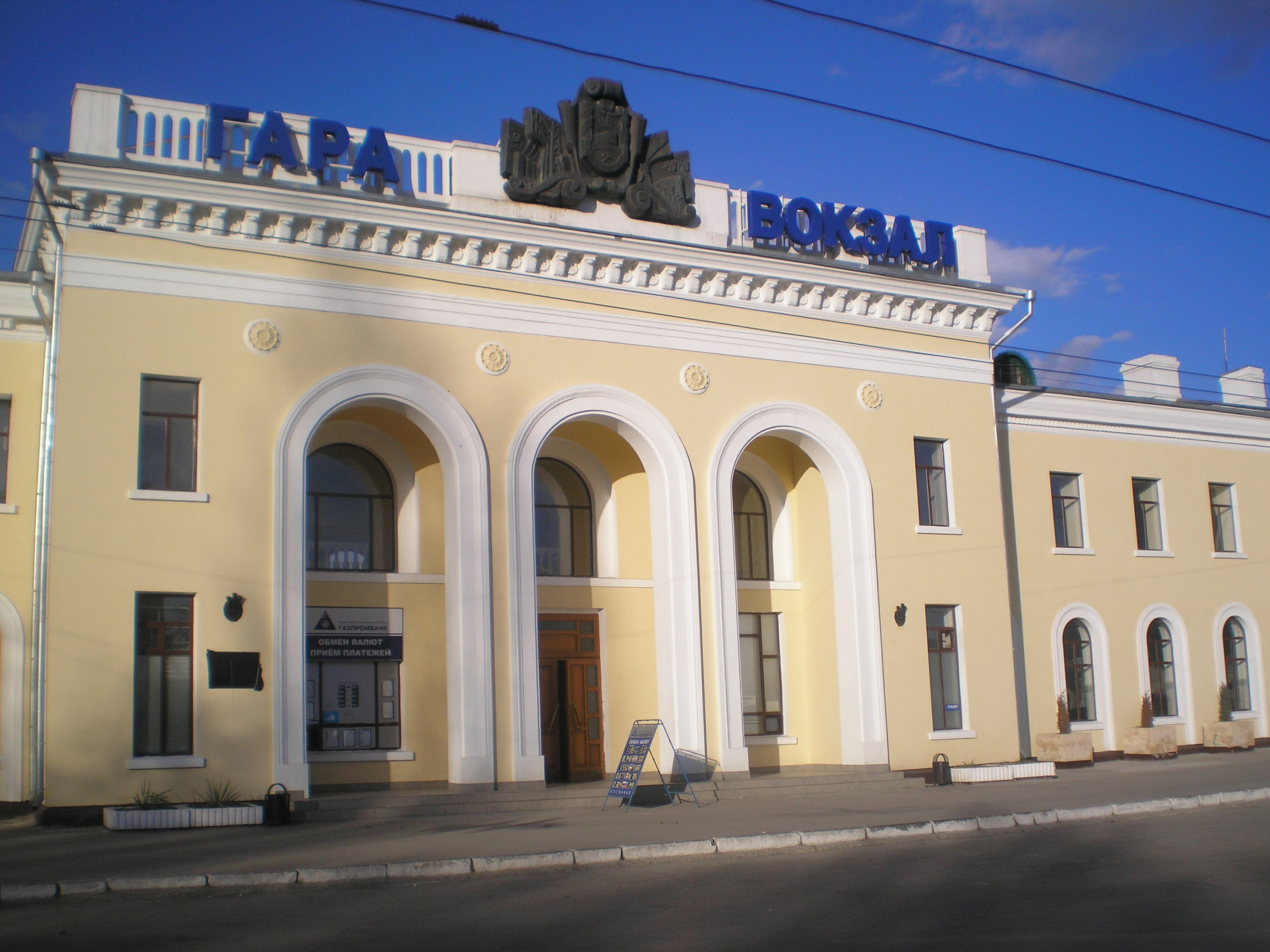
Здание железнодорожного вокзала в Тирасполе. Автовокзал находится в левом крыле

| код региона | регион                  |
| ----------- | ----------------------- |
| А           | Бендеры                 |
| В           | Григориополь            |
| Е           | Дубоссары               |
| H           | Тирасполь Только мопеды |
| К           | Каменка                 |
| Р           | Рыбница                 |
| С           | Слободзея               |
| T           | Тирасполь               |

## Автомобильный транспорт
Общий подвижной состав автомобильных транспортных средств в ПМР по состоянию на 2004 год составлял 106 тысяч единиц (на 2015 год оценивается приблизительно в цифру около 150 тысяч единиц) и отличался разнообразием; из общего числа автомобилей в ПМР:
- 88,9 % приходится на легковые автомобили,
- 7,2 % — на грузовые,
- 2,5 % — на автобусы,
- 1,4 % — на спец. транспортные средства[1].

Автомобильный транспорт является основным в перевозке грузов и пассажиров в ПМР. На него в 2004 году приходилось: 76 % грузооборота (65 % перевезенных грузов) и 47 % пассажирооборота (31 % пассажиров).
В городах (и на маршруте Тираспольско-Бендерской городской агломерации Слободзея — Тирасполь — Парканы — Бендеры) — основное скопление автотранспорта ПМР. В городских населённых пунктах ПМР неасфальтированы лишь периферийные улицы микрорайонов — бывших сёл, что стали частями городов за последние 50 лет. Автомобильные пробки — очень большая редкость, несмотря на обилие транспортных средств (как европейских, так и российских, корейских; многочисленны также японские, американские; в сёлах встречаются также дешёвые советские и украинские) у юридических и физических лиц ПМР. Правила дорожного движения и дорожные знаки с 01.02.2015 года полностью интегрированы с общероссийскими и имеют незначительные отличия от принятых в Республике Молдове.
Для регистрации автотранспорта на территории непризнанной Приднестровской Молдавской Республики применяются собственные приднестровские номерные знаки.

### Сеть автомобильных дорог
Сеть автомобильных дорог ПМР имеет ярко выраженную правостороннюю (вдоль реки Днестр с юга на север) древовидную конфигурацию и охватывает всю территорию ПМР. Приднестровская Молдавская Республика отличается высокой обеспеченностью автомобильными дорогами ввиду их высокой плотности (составляет 41,5 км на 100 км² территории).
Подавляющее число из автомобильных дорог ПМР являются транзитными между Республикой Молдовой и Украиной, де-факто является государственной собственностью Приднестровской Молдавской Республики, в подчинении и обслуживании (капитальный и текущий ремонт дорожного покрытия) Государственной службы транспорта и дорожного хозяйства ПМР, находящейся в подчинении Правительства Приднестровской Молдавской Республики
Дороги Приднестровья обслуживается городскими дорожно-эксплуатационными хозяйствами ПМР (ДМУ, ДЭУ, ДЭСУ), находящихся в подчинении Государственной службы транспорта и дорожного хозяйства ПМР.
Дорожная отрасль Приднестровской Молдавской Республики представлена: 
- 3 дорожно-эксплуатационно-строительными управлениями (г.г. Каменка, Слободзея, Рыбница);
- 2 эксплуатационными участками (г.г.Дубоссары, Григориополь);
- 2 муниципальными управлениями (г.г. Тирасполь, Бендеры).

На балансе Государственных Унитарных Предприятий дорожной отрасли находятся 1278,3 км государственных дорог общего пользования: - магистральных- 244,92 км:
А) Тирасполь – Каменка (172, 65 км);
Б) Брест – Кишинёв – Одесса (49,5);
В) Волгоград – Кишинёв (22,77).
Дороги Б) и В) являются еще и транспортными коридорами.
- республиканских -313,28 км; 
- местных -720,1 км, 
из них:
с цементобетонным покрытием – 57,085; с асфальтобетонным покрытием- 606,3;
ч\гравийные -133,667 км; ч\щебеночные – 3,9 км; щебеночные – 14,8 км; гравийные – 408,184 км;
булыжные мостовые 0,5 км; грунтовые улучшенной профилирования – 53,8 км; 179 мостов протяжённостью 4182 п.м.
Сверхвысокая густота дорог отмечается в пойменно-низменной южной части Республики. Высокая густота — в пойменно-равнинно западно-центральной части ПМР. Средняя густота — в холмистой северной части Республики. Основные автомобильные дороги ПМР (с юга на север) делятся на магистральные приднестровские шоссе и трассы республиканского значения [со смешанным асфальтным и улучшенным покрытием на разных участках], а также межрайонные и районные автодороги ПМР (с асфальтным покрытием и со смешанным асфальтно-шебенчатым покрытием на разных участках).
Территория Приднестровской Молдавской Республики характеризуется недостаточной степенью эксплуатации транспортом дорожного покрытия (не считая пересечённой сплошной городской сети автомобильных проездов и центральных улиц внутри всех 8 городов ПМР). Неполная загрузка транспортных линий вызвана как сокращением населения ПМР (с 0,7 млн.чел. в 1990 году до 0,5 млн.чел. в 2015 году), так и экономической блокадой со стороны Республики Молдовы и Украины, продолжающейся с 2006 года по сегодняшний день (реально в ПМР загружены лишь около 10 % имеющихся производственных мощностей по данной причине).

#### Шоссе и автотрассы
Шоссе и автотрассы ПМР (с юга на север):
1. Магистральные приднестровские шоссе:
- шоссе — центральная Республиканская трасса[9] (с улучшенным асфальтобетонным покрытием: приднестровско-украинская граница-Незавертайловка-Днестровск-Коротное-Красное-Чобручи-Слободзея-Карагаш-Суклея-Тирасполь-Малаешты-Бутор-Ташлык-Красная Горка—Григориополь-Дороцкое-Дзержинское[10])-Дубоссары—Гояны-Михайловка-Выхватинцы-Гидирим-Рыбница-Ержово-Сарацея-Большой Молокиш-Белочи-Катериновка-Рашково-Подойма-Подоймица-Каменка-Севериновка-Хрустовая-приднестровско-украинская граница,
- участок шоссе Кишинёв-Одесса[11] (E58 с цементобетонным покрытием): приднестровско-молдавская граница-Бычок-Нововладимировка-Ближний Хутор-Владимировка (Сл.)[12])-Новосавицкая[13]-Первомайск-приднестровско-украинская граница,
- участок шоссе Кишинёв-Полтава[14] (E584 с асфальтобетонным покрытием), трасса Волгоград-Бухарест): приднестровско-молдавская граница-Дубоссары-Афанасьевка-Васильевка-Новые Гояны-приднестровско-украинская граница;

2. Трассы Республиканского значения (с асфальтобетонным покрытием):
- южная трасса: приднестровско-молдавская граница-Глиное (Сл.) (шоссе)-Красное-Первомайск (шоссе E58)-приднестровско-украинская граница,
- западная трасса: приднестровско-молдавская граница-Гыска-Бендеры (шоссе)-Парканы (шоссе)-Бычок-Красногорка-Токмазея-Тея-Спея-Бутор-центральная республиканская трасса (шоссе)
- восточная трасса[15]: приднестровско-молдавская граница-Делакеу-Григориополь (шоссе)-Маяк-Глиное (Гр.)-Карманово-Колосово-приднестровско-украинская граница,
- северная трасса[16]: приднестровско-молдавская граница-Рыбница (шоссе)-Красненькое-Ивановка-Броштяны-приднестровско-украинская граница.

#### Первостепенные пригородные и межрайонные автомобильные дороги
Основные пригородные, межрайонные и районные автодороги ПМР (с юга на север):
1. Главные пригородные автомобильные дороги Слободзейского района (со смешанным асфальтобетонным и асфальтным покрытием на разных участках):
- кучурганская дорога (в Слободзейском районе): центральная республиканская трасса (шоссе)-Днестровск-Ливада-Первомайск (шоссе E58)-приднестровско-украинская граница,
- слободзейская дорога (в Слободзейском районе): приднестровско-молдавская граница-Кременчуг-Слободзея (шоссе)-Новосавицкая (шоссе E58)-Фрунзе-Андрияшевка-приднестровско-украинская граница,
- главная тираспольская пригородная дорога (в Тирасполе и Слободзейском районе): приднестровско-молдавская граница-Меренешты-Кицканы-Тирасполь (шоссе)-Владимировка (Сл.)-шоссе[11] (E58),
- меридианая тираспольская пригородная дорога (в Слободзейском районе и Тирасполе): Терновка-Тирасполь (шоссе)-Ближний Хутор (шоссе E58)-приднестровско-украинская граница,
- южная объездная дорога (в Слободзейском районе): приднестровско-украинская граница (шоссе E58) -Первомайск-Новокотовск-Приозёрное-Фрунзе-Уютное-Константиновка-Владимировка (Сл.) (шоссе E58).

2. Главные районные автомобильные дороги-перемычки в восточной и северной части ПМР (со смешанным асфальтным покрытием и покрытием из жёлтого щебня на разных участках):

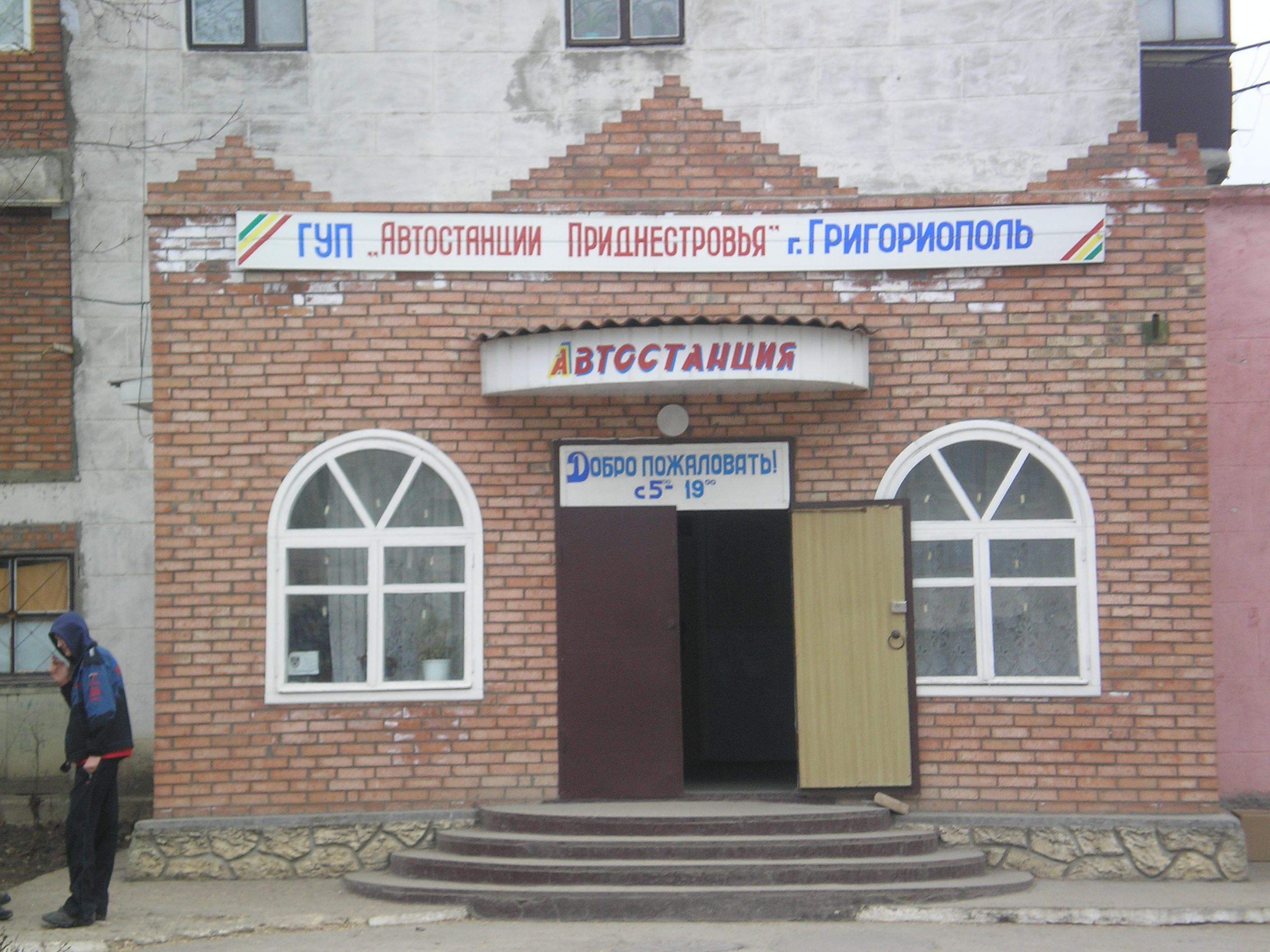
Автостанция в Григориополе

- гыртопская дорога (в Григориопольском и Дубоссарском районе): приднестровско-молдавская граница (шоссе)-Дороцкое-Марьян-Гыртоп-Маяк-восточная трасса
- плотьевская дорога (в Рыбницком районе): северная трасса-Ивановка-Плоть-Советское-приднестровско-украинская граница,
- каретная дорога (в Рыбницком районе): Строенцы-Белочи (шоссе)-Малый Молокиш-приднестровско-украинская граница,
- северная объездная дорога (в Рыбницком и Каменском районах): Белочи (шоссе)-Вадатурково-Слобода-Рашково-Катериновка-центральная республиканская трасса (шоссе),
- валя-адынкская дорога (в Каменском районе): Садки-Янтарное-Рашково (шоссе)-Валя-Адынкэ-приднестровско-молдавская граница.
- грушковская дорога (в Каменском районе)[18]: приднестровско-молдавская граница (шоссе) -Каменка-Кузьмин-Войтовка-Грушка-приднестровско-украинская граница.

#### Прочие дороги
Муниципальная сеть внутригородских проездов хорошо развита во всех 8 городах ПМР.
Объездные дороги не уступают по качеству внутригородским, но в г.Бендеры они проходят по окраинам городам, в Дубоссарах пересекают удалённый квартал Байраки, а в Рыбнице петляют по пром.зоне города (из-за сложности рельефа города).
Функционируют сельские дороги, ведущие к отдалённым селам Республики:
- на востоке ПМР: к сёлам Виноградное, Черница, Шипка, Новокомиссаровка (через Афанасьевку и Красный Виноградарь, Дубово (через Дойбаны и Койково)
- на севере ПМР: к сёлам Мокра (через Воронково), Малая Ульма, Колбасна, Красный Октябрь (через пгт Солнечное)

В основном дороги к ним щебенчато-гравийные или широкие полевые рокадные грунтовые.
В местах пересечения с центральной республиканской трассы ПМР (по направлению к конечному пункту дороги) они асфальтированы до первого села, следуещего за селом, находящимся у трассы. Центральная улица центров сельсоветов, как правило, так же асфальтирована. Исключение составляет лишь село Строенцы с его красивейшими дачами «новых приднестровцев» и шоссейным покрытием центральной улицы в живописном ущелье с небольшими водопадами.
В марте 2015 года Правительство ПМР анонсировало, что уже в скором будущем все грунтовые сельские дороги сообщения сельского пассажирского транспорта Приднестровской Молдавской Республики будут покрыты малобюджетной цементно-грунтовой смесью.
В марте 2015 года главным управлением Государственного земельного агентства Одесской области Украины было объявлено создание общественных дружин для уничтожения полевых дорог, ведущих в сторону ПМР,.
Функционирут так же более тысячи различных узких «технических» дорог между полями для проезда сельскохозяйственной и военной техники, городского ремонтного спецтранспорта (вдоль газопроводов, линий электропередач, линий связи и т. д.), сельскохозяйственных рабочих бригад; а так же соединяющих малые сёла с центрами сельсоветов и районными центрами, машино-тракторными станциями, оросительными бассейнами и малыми озёрами, фермами и птичниками.

### Грузовой автомобильный транспорт
В 2004 году наибольший удельный вес перевезенных грузов приходился на автотранспортные организации города Тирасполя (66 %) и города Рыбницы и Рыбницкого района (23 %). В структуре грузооборота автотранспорта ПМР более половины его величины в 2004 году приходилось на Тирасполь (55,7 %), Бендеры (16,3 %), Рыбницкий (13,2 %) и Дубоссарский (12,0 %) районы. Основу грузовых перевозок автопредприятий ПМР составляют грузоперевозки по международным направлениям (на них в 2004 году приходилось более половины всех перевезенных грузов).

### Легковой автомобильный транспорт
Основным транспортом в Приднестровской Молдавской Республике является легковой автомобильный по причине блокады работы железнодорожного транспорта, умершего речного транспорта. Также играет роль высокая степень обеспеченности населения личным легковым автотранспортом, хорошее качество магистральных автомобильных дорог, наличие множества конкурирующих друг с другом малых и крупных фирм приднестровского автосервиса и разветвлённой сети АЗС различных собственников, конкурирующих друг с другом в каждом значимом населённом пункте Приднестровской Молдавской Республики.

### Пассажирский автомобильный транспорт

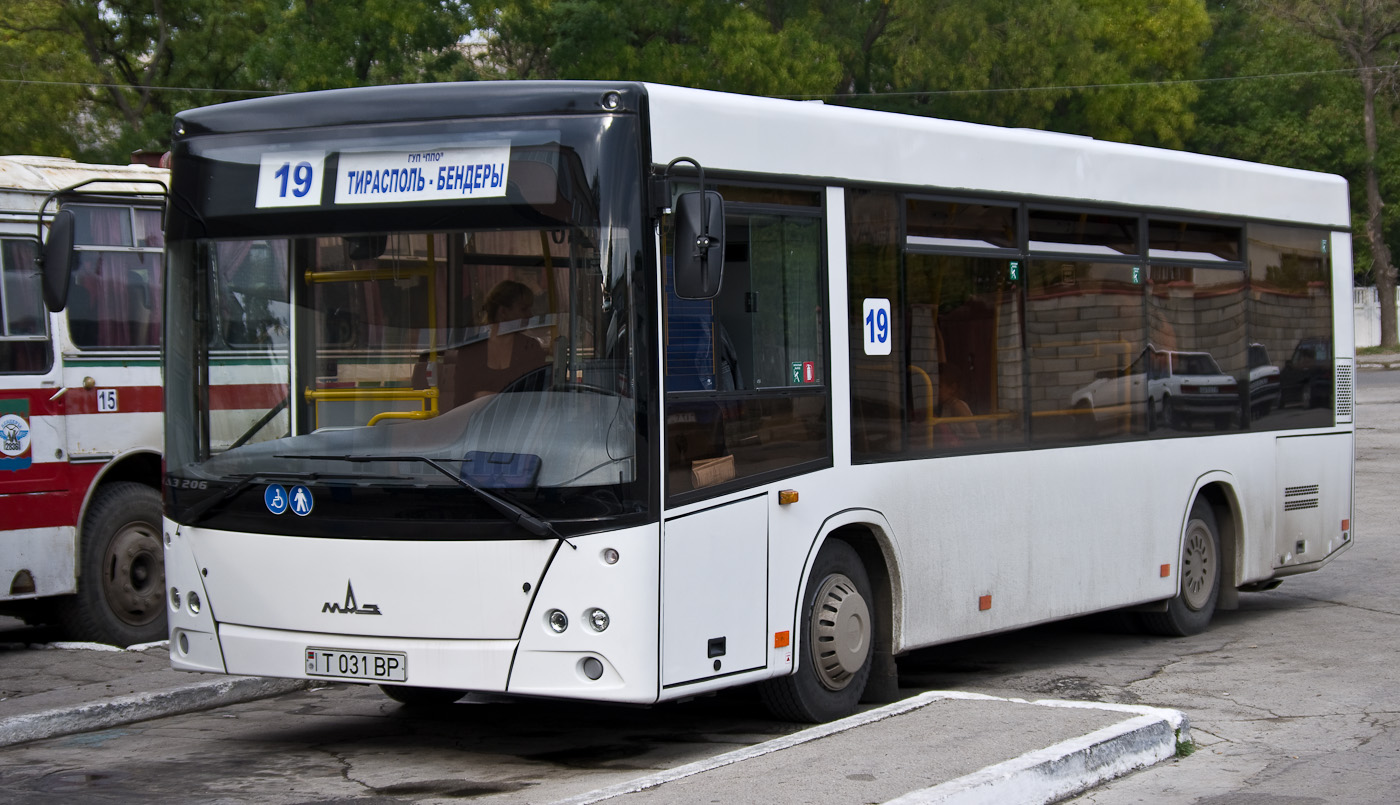
Автобус МАЗ-206 маршрута Тирасполь — Бендеры

В 2004 году в осуществлении общего объёма перевезенных пассажиров (который составил более 13 миллионов человек в год) преобладали автотранспортные предприятия города Тирасполя (50,5 %), города Рыбница и Рыбницкого района (30,1 %), города Бендеры (17 %). Перевозки пассажиров автомобильным транспортом в ПМР проводятся во внутригородском, пригородном и международном сообщении, преимущественно на короткие и средние расстояния (средняя дальность перевозки пассажиров — 15 км), что объясняется компактностью территории ПМР и малой пассажировместимостью автотранспорта по сравнению с другими видами наземного транспорта.

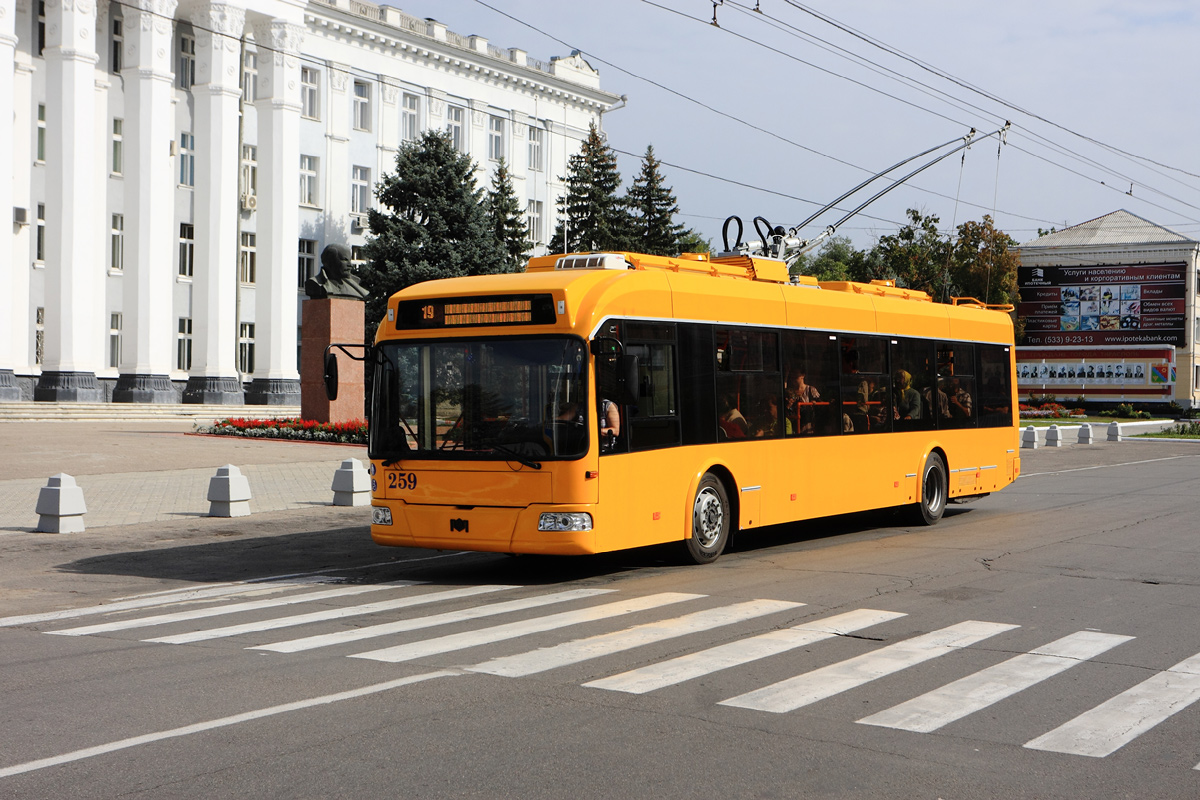
Троллейбус АКСМ-321 в Тирасполе

### Городской общественный пассажирский транспорт
Основной городской транспорт в ПМР — рейсовые микроавтобусы-маршрутки во всех 8 городах Приднестровской Молдавской Республики.
В городах Тирасполь и Бендеры действуют троллейбусные линии. Троллейбусное движение в Тирасполе было открыто 3 ноября 1967 года — к 50-летию Октябрьской революции. Также с 1993 года действует одна из немногих в СНГ междугородних троллейбусных линий между Тирасполем и Бендерами (через село Парканы).
Первый троллейбус из Тирасполя в Бендеры отправился 19 июня 1993 года, спустя ровно год после входа молдавских войск во время вооружённого конфликта в г. Бендеры, и получил номер «10», в соответствии с нумерацией троллейбусных маршрутов Тирасполя. Однако, вскоре по просьбе жителей г. Бендеры маршруту присвоили номер «19» — в память о скорбной дате событий 19 июня 1992 года.
Общая протяжённость по линии составила более 14 километров.
В 2007 году Москва передала 3 троллейбуса в дар Тирасполю на 215-летие основания города. В конце июня 2009 года из столицы Белоруссии г. Минск автопредприятие «МинскТранс» передало в дар Тираспольскому троллейбусному парку ещё 15 троллейбусов.
В сентябре 2012 года г. Тирасполь передал 4 из 12 новых троллейбусов АКСМ-321 Бендерскому троллейбусному управлению.
В год троллейбусы перевозят около 16 млн.пассажиров. 
Троллейбусным транспортом за 2019 г. перевезено 16,23 млн. человек, за 2020 г. перевезено 8,11 тыс. человек 

### Междугородний пассажирский транспорт

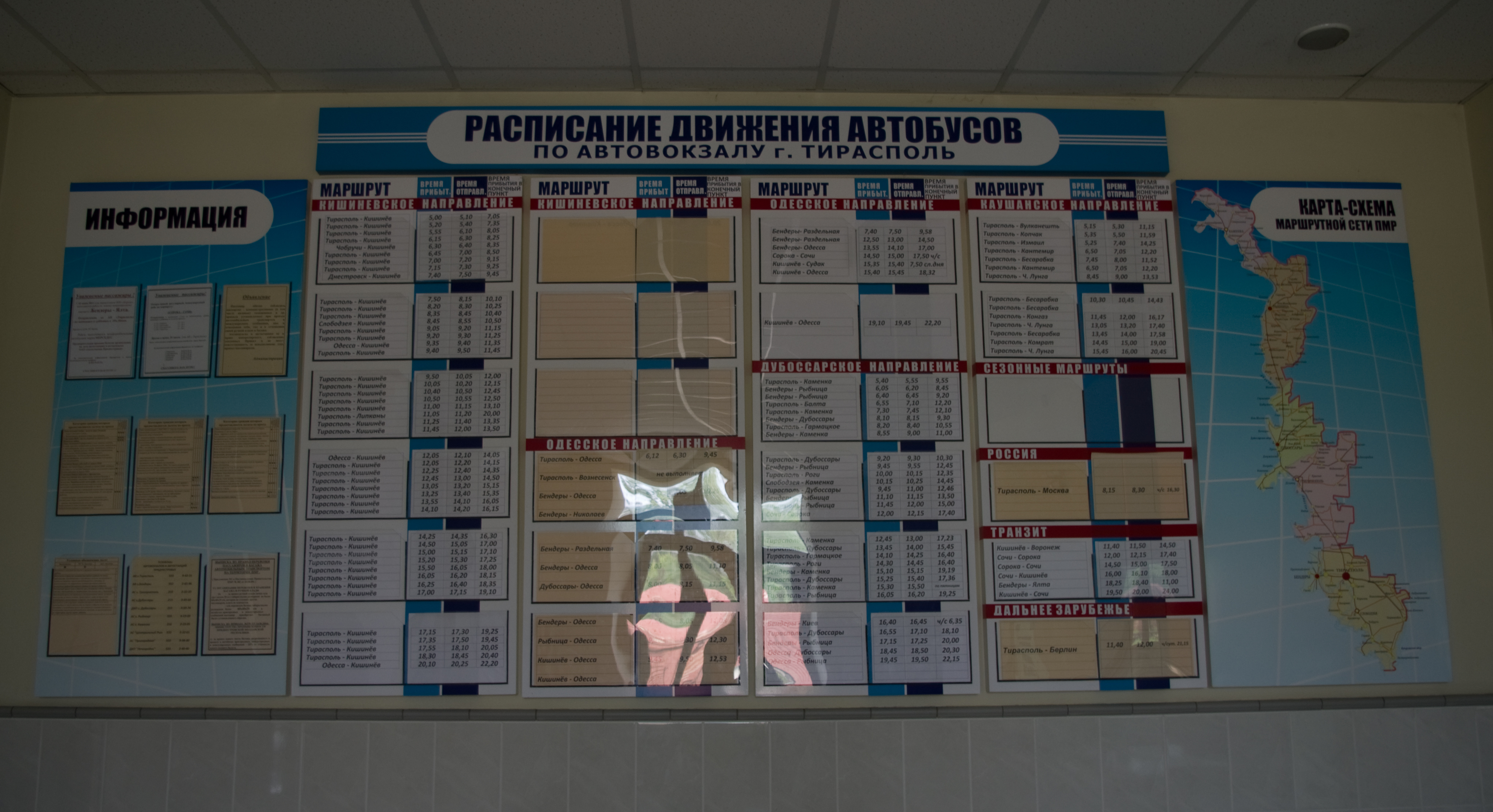
Расписание движения автобусов на автовокзале г. Тирасполь

Автобусным сообщением соединены все города ПМР, также по территории республики проходят транзитные автобусные рейсы между Украиной и Молдавией, международные рейсы ОАО «Автостанции Приднестровья», ООО «Виолан» (Бендеры), ООО «Спрос» (Дубоссары) на Украину, в Россию, Германию, Молдавию и Белоруссию.

Билеты на автобусы

Всего в Приднестровской Молдавской Республике 2 городских автовокзала и 8 городских автостанций (в восьми городах и в двух посёлках Первомайск и Карманово). Кроме того, в Тирасполе действуют 3 (три) пригородных автостанции: ДКП Пригородная, ДКП Лечгородок, ДКП Центральный Рынок. Международный автовокзал Тирасполя находится в левом крыле здания железнодорожного вокзала.

## Железнодорожный транспорт
Железнодорожный транспорт ПМР представлен ГУП «Приднестровская железная дорога», в распоряжении которой находится 140 км путей общего пользования. Железные дороги региона не образуют единой сети и состоят из трех участков: Бендеры–Кучурганы (протяжённость 41 км), Кучурган–Днестровск–Коротное (23 км) и Рыбница – Слободка (35 км)

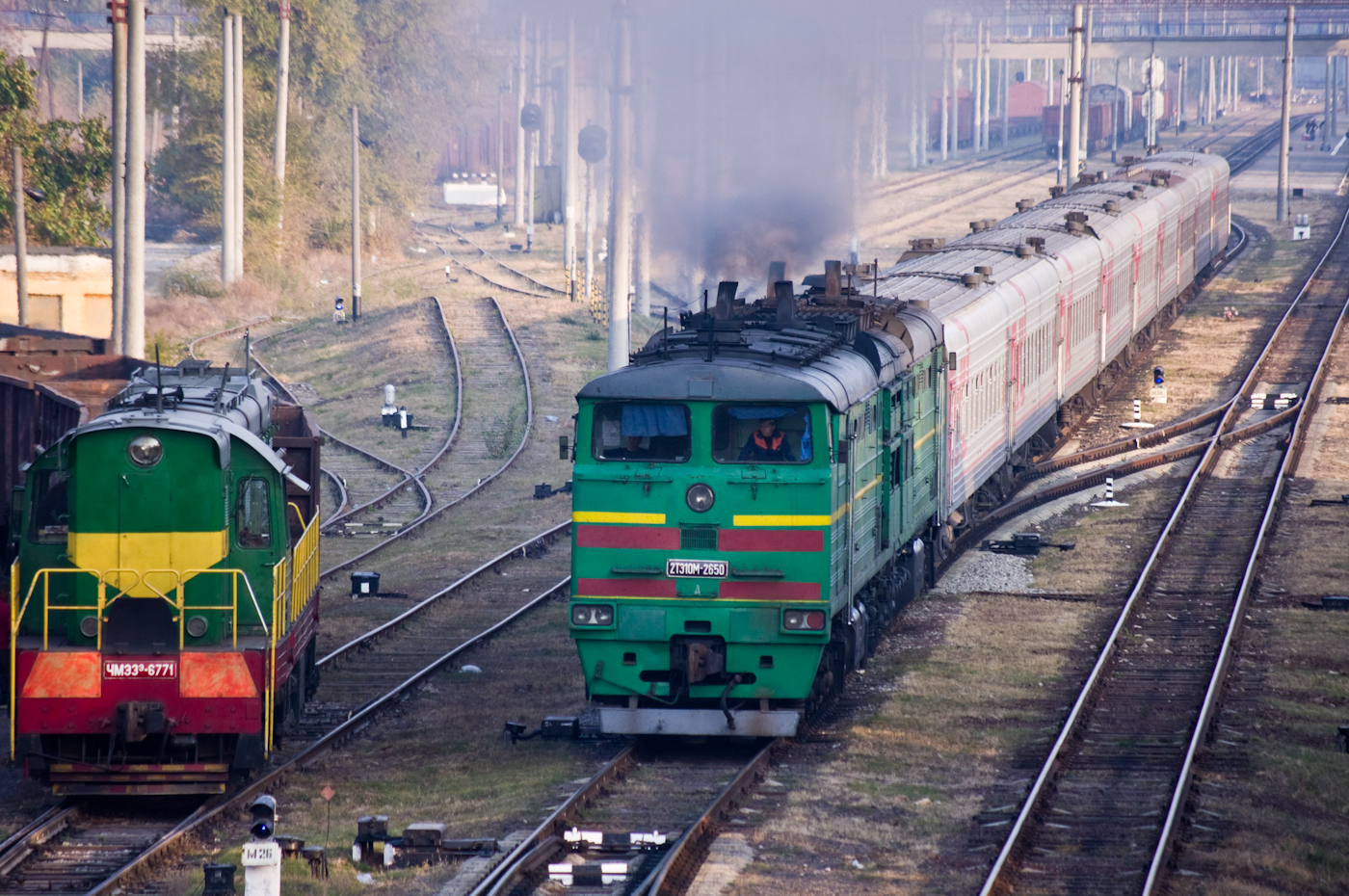
Станция Тирасполь, тепловозы

На Приднестровской железной дороге эксплуатируются тепловозы ЧМЭ3: 3ТЭ10М-0033; маневровые тепловозы: ЧМЭ3-2454, ЧМЭ3-2938, ЧМЭ3-4912, ЧМЭ3-5335, ЧМЭ3-6767, ЧМЭ3-6771.

### Железнодорожная сетьПМР

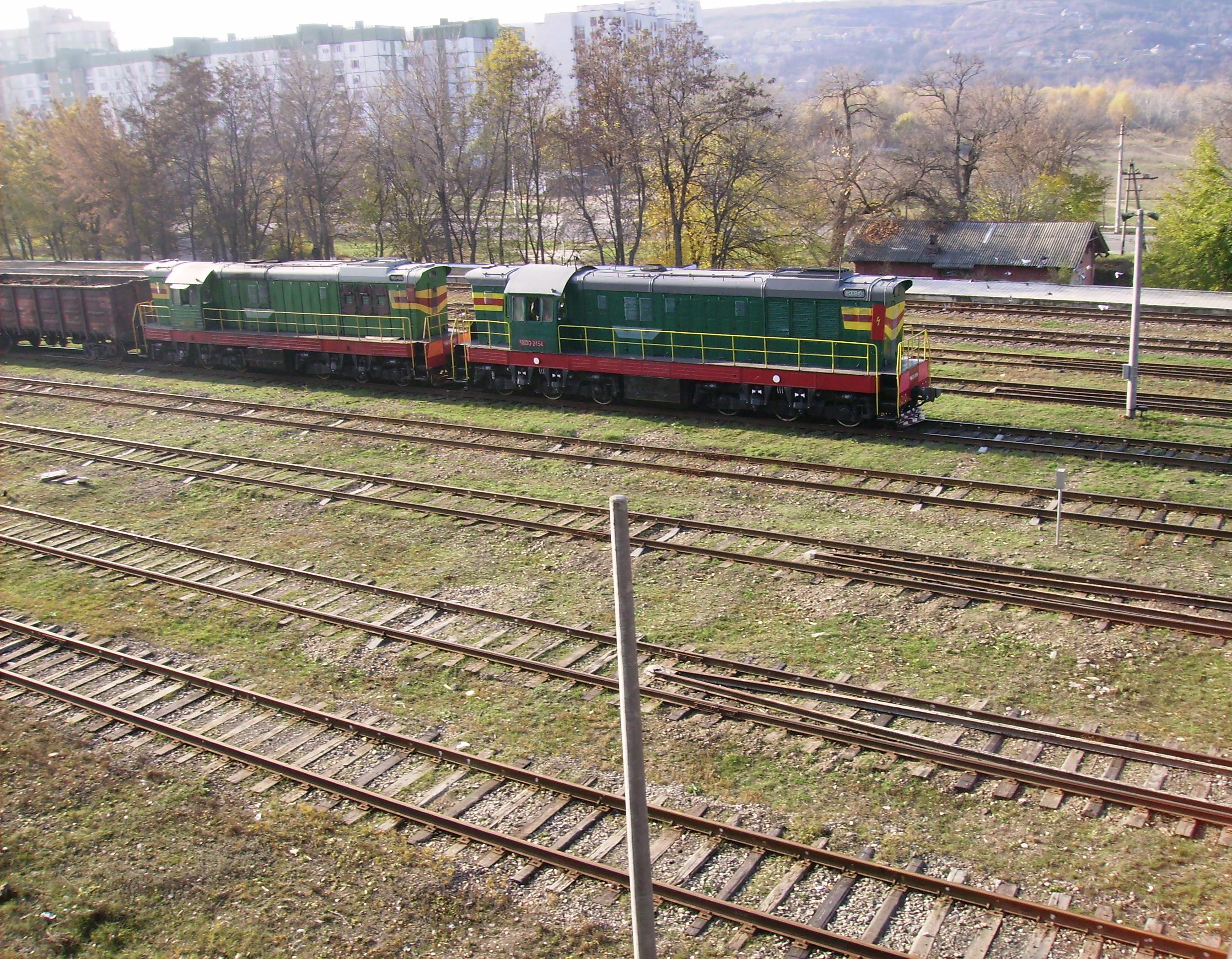
Станция Рыбница (маневровые тепловозы)

До 2004 года через Тирасполь ходило большое количество пассажирских поездов из Кишинёва на Украину, в Россию и Белоруссию, а также пригородные поезда в Кишинёв и Одессу. В связи с обострением отношений между Молдавией и ПМР в 2006 году пригородные поезда были отменены, а большая часть пассажирских поездов была пущена в обход ПМР (в основном — через Могилёв-Подольский.
По состоянию на 2015 год, через Тирасполь ходят две пары поездов в сутки — фирменный поезд «Содружество» (Москва — Кишинёв — Москва) и Кишинёв — Одесса — Кишинёв. Летом также ходит поезд 052Ж Саратов — Варна — Саратов с прицепными вагонами до Днепропетровска, Ростова и Софии.

### Действующие железные дороги
По территории ПМР проходят две действующие железные дороги:
- Участок магистрали Раздельная—Кишинёв: ст. Ливада (пос. Первомайск) — ст. Новосавицкая — ст. Тирасполь — ст. Парканы — ст. Бендеры I — ст. Бендеры II. Часть линии Ливада — Новосавицкая проходила до 2008—2010 по территории Украины, что создавало существенные трудности в железнодорожном сообщении ПМР, поэтому в 2010 году между этими станциями была построена ветка в обход территории Украины длиной около 1,5 км[32].
  - с грузовыми ответвлениями:
    - ст. Ливада (пос. Первомайск) — ст. Лиман (г. Днестровск) — ст. Коротное (пос. Красное)

  - с грузовыми ответвлениями:
    - ст. Тирасполь — ст. Ближний Хутор
    - ст. Тирасполь — консервный завод ОАО «1 Мая»
    - ст. Тирасполь — вино-коньячный завод КВИНТ

- Участок магистрали Слободка-Бельцы: ст. Колбасна — ст. Гершуновка — ст. Воронково — ст. Рыбница (используются тепловозы для грузовых перевозок; пассажиропоток отсутствует с 2004 года)
  - с грузовыми ответвлениями:
    - ст. Рыбница — Молдавский металлургический завод
    - ст. Рыбница — Рыбницкий цементный комбинат
    - ст. Рыбница — Рыбницкий насосный завод
    - ст. Рыбница — Рыбницкий сахспирткомбинат (нуждается в реконструкции).

С 2006 по 2012 год железнодорожная сеть Приднестровской Молдавской Республики совместными блокадными действиями Республики Молдовы и Украины была заблокирована для движения грузовых поездов. Сырье и готовая продукция для предприятий Республики Молдовы и Приднестровской Молдавской Республики двигались в объезд (через северные районы Республики Молдовы и Винницкую область Украины). По взаимной настойчивой просьбе предприятий городов Резина (в Республике Молдове) и Рыбница (в Приднестровской Молдавской Республике) с 2012 года это ограничение было снято касательно станции «Рыбница».

### Демонтированные узкоколейные железные дороги
По территории нынешней ПМР так же проходили ещё две железные дороги, разобранные в разное время (узкоколейные товарные):
- Участок УЖД Рудница-Каменка: ст. Ротар — ст. Каменка, разобранный в начале нулевых годов XXI века (использовались тепловозы для перевозки овощей, продукции консерной промышленности из Каменского района в республики СССР)
  - с ответвлением:
    - ст. Каменка — ст. Подоймица (c.Подойма)
- Узкоколейная железная дорога (УЖД) Тираспольского укрепрайона (ТиУРа)[34]: ст. Тирасполь — ст. Камышовая балка (с. Красногорка) — ст. Ташлык — ст. Заготзерно (г.Григориополь), разобранная в начале 1960-х годов (использовались паровозы для перевозки зерна и строительных материалов, военных грузов)
  - с ответвлениями:
    - ст. Камышовая балка (с. Красногорка) — стоянка-ангар у с. Бычок
    - ст. Ташлык — стоянка-ангар у с. Бутор — ст. Граверный карьер (с. Виноградное)

## Трубопроводный транспорт
Трубопроводный транспорт ПМР представлен:
- магистральными газопроводами (транзитным, республиканскими, районными)
- распределительными газопроводами (городскими и сельскими)

ООО «Тираспольтрансгаз-Приднестровье» обслуживает порядка 0,4 тыс. км магистральных газопроводов и около 4,0 тыс. км газораспределительных подземных и надземных газопроводов
Это примерно на 300 км длиннее, чем дорожная сеть ПМР. Вся площадь ПМР составляет около 4 тысяч квадратных километров. Средний коэффициент оснащённости территории газопроводными линиями колоссален — 1 километр 100 метров газопроводов на 1 квадратный километр территории.

### Магистральный транзитный газопровод
По территории Приднестровья проходят международные транзитные газопроводы из России в Молдавию и другие страны Европы.

Действующие и проектируемые магистральные газопроводы России

Главный из них обеспечивает транзит российского газа из Западной Сибири на Балканы (в Болгарию, Сербию, Македонию, Грецию, Турцию).

### Распределительные сельские газопроводы
Все сёла в ПМР, без исключения, газифицированы благодаря государственной программе газификации населённых пунктов ПМР в течение 1998—2011 годов.

## Речной транспорт
Речной транспорт умер после распада СССР в канун войны 1992 года. До этого судоходство осуществлялось в основном катерами (пассажирское) и баржами (грузовое) по отдельным двум веткам (Дубоссарская ГЭС судоходных шлюзов не имеет), полномасштабное судоходство по всей территории ПМР было возможно лишь при условии регулировании уровня подъёма воды в нижней части Днестра, благодаря работе Дубоссарской ГЭС:
- по Дубоссарскому водохранилищу и среднему течению реки Днестр: Дубоссарская ГЭС (верхний бьеф) — Рыбница — сёла Каменского района
  - ходил средний теплоход «Москва» и три небольших теплохода-катера «Киргизия», «Литва», «Украина»[37] по Дубоссарскому водохранилищу от речного вокзала Рыбница до Дубоссарской ГЭС (верхнего бьефа) во времена СССР.
- в низовьях Днестра: сёла Слободзейского района — Тирасполь — Бендеры — Дубоссарская ГЭС (нижний бьеф)
  - ходили три небольших теплохода-катера[38] «Щорс», «Лучафэрул», «Бируинца» через речной вокзал Бендеры от села Тея до речного вокзала Тирасполь;
  - ходили три небольших теплохода-катера[38] «Туркестан», «Кировск», «Хотин» от речного вокзала Тирасполь до села Чобручи.

Осталось несколько десятков недействующих сельских пристаней на Днестре и три недействующих речных вокзала (в Тирасполе, Бендерах (находится в администрируемом Республикой Молдовой микрорайоне Варница, который Республика Молдова считает отдельным селом и вывела из состава города в 1991 году), Рыбнице). В связи с отсутствием транспортных шлюзов на Дубоссарской ГЭС (а также узости фарватера между г. Григориополь и г. Дубоссары) перевозки грузов на большие расстояния речным путём внутри ПМР малорентабельны.

### Паромные и лодочные переправы
Действуют три паромные и четыре лодочные переправы из Приднестровской Молдавской Республики в Республику Молдову.
Паромные переправы через Днестр:
- приднестровская паромная переправа Тирасполь-Кицканы[41] (оба населённых пункта находятся на территории, контролируемой ПМР, но по разным берегам Днестра),
- молдавская паромная переправа Маловатое — Оксентия (на части левобережной территории, администрируемой Республикой Молдовой, но на которую претендует ПМР в Дубоссарском районе).
- приднестровская паромная переправа у села Делакеу в Григориопольском районе ПМР в одноимённое село Делакеу Новоаненского района Республики Молдова функционирует с перебоями в связи с блокадными действиями Республики Молдова и предъявляемыми ими регулярно всё новыми требованиями к качеству обслуживания грузового транспорта.

Лодочные переправы через Днестр:
- Тея — Калфа (из Григоропольского района ПМР в Новоаненский район Республики Молдова)
- Рашково — Вадул-Рашков (из Каменского района ПМР в Шолданештский район РМ)
- Красный Октябрь — Вертюжаны (из Каменского района ПМР во Флорештский район РМ)
- Грушка — Немировка (из Каменского района ПМР в Сорокский район РМ)

## Воздушный транспорт

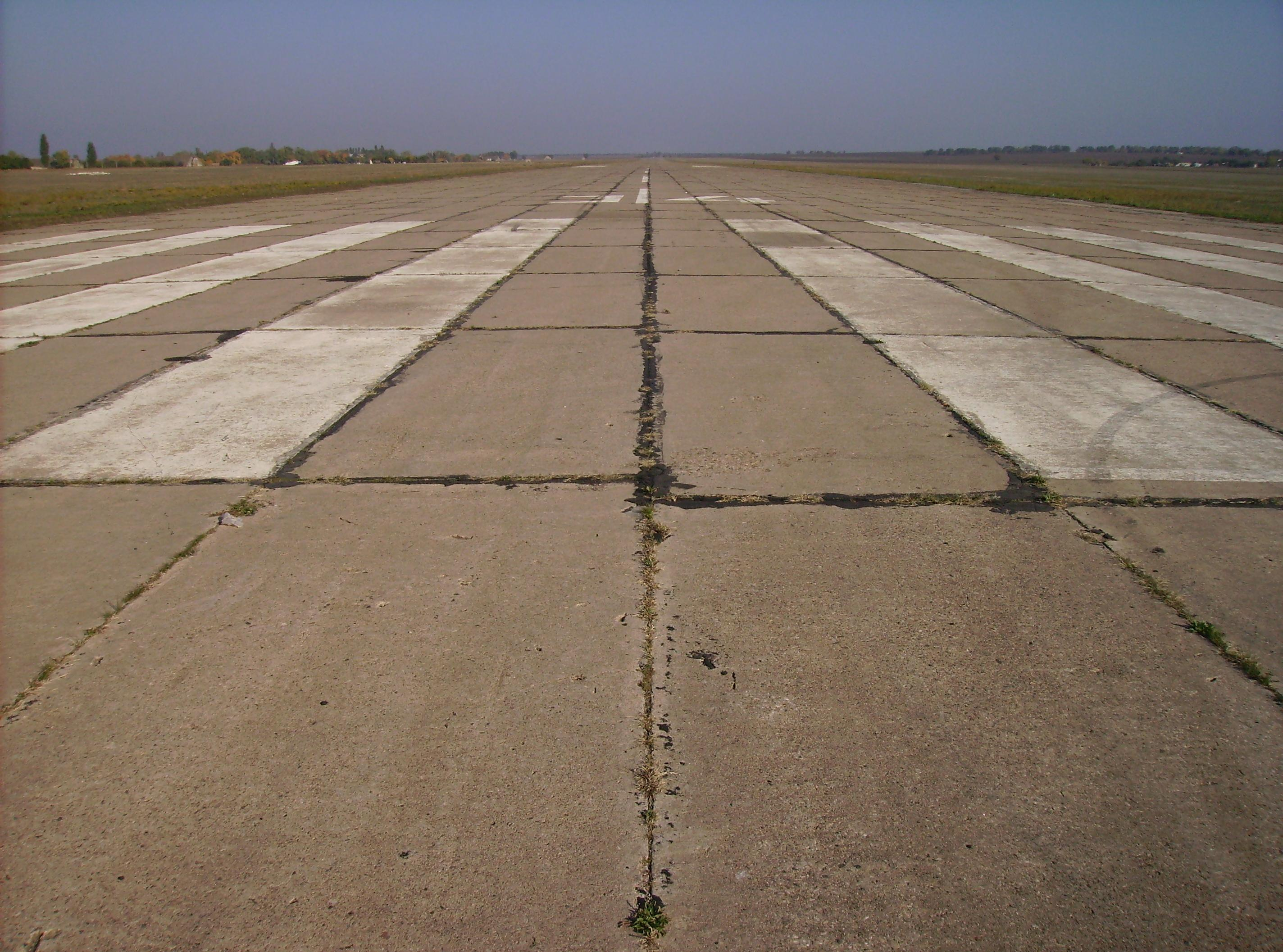
Взлётно-посадочная полоса Тираспольского аэродрома, длина — 2500 метров

Аэропорт, способный принимать многие типы самолётов (грузовые и пассажирские самолеты из стран СНГ и дальнего зарубежья), находится в Тирасполе. Пассажирское движение отсутствует, население пользуется аэропортами в Одессе или Кишинёве. Аэропорт используется в основном в военных целях российскими войсками.
Также есть небольшой недействующий аэропорт в Каменке. Предполагается в будущем его использовать для нужд сельскохозяйственной и санитарной авиации.

## Канатная дорога (фуникулёр)
Канатная дорога действовала до войны 1992 года между Рыбницким цементным заводом и Резинским цементным заводом (через Днестр). Первый оказался в ПМР, второй — в Республике Молдове (на более возвышенной правобережной территории, откуда и шёл фуникулёр), поэтому кооперация между предприятиями была нарушена, а канатная дорога простаивала и постепенно приходила в негодность без должного техобслуживания. С 18 сентября 2014 года после специально произведённого ими управляемого взрывы специалисты МЧС РФ вместе с сапёрами Национальной армии Республики Молдовы начали демонтировать канатную дорогу по настоянию Республики Молдовы